# Alcochete
Alcochete – miejscowość w Portugalii, leżąca w dystrykcie Setúbal, w regionie Lizbona w podregionie Półwysep Setúbal. Miejscowość jest siedzibą gminy o tej samej nazwie.

## Demografia
| Liczba ludności gminy Alcochete (1801–2011) | Liczba ludności gminy Alcochete (1801–2011) | Liczba ludności gminy Alcochete (1801–2011) | Liczba ludności gminy Alcochete (1801–2011) | Liczba ludności gminy Alcochete (1801–2011) | Liczba ludności gminy Alcochete (1801–2011) | Liczba ludności gminy Alcochete (1801–2011) | Liczba ludności gminy Alcochete (1801–2011) | Liczba ludności gminy Alcochete (1801–2011) | Liczba ludności gminy Alcochete (1801–2011) |
| ------------------------------------------- | ------------------------------------------- | ------------------------------------------- | ------------------------------------------- | ------------------------------------------- | ------------------------------------------- | ------------------------------------------- | ------------------------------------------- | ------------------------------------------- | ------------------------------------------- |
| 1801                                        | 1849                                        | 1900                                        | 1930                                        | 1960                                        | 1981                                        | 1991                                        | 2001                                        | 2004                                        | 2011                                        |
| 2 256                                       | 3 097                                       | 6 088                                       | 6 656                                       | 9 270                                       | 11 246                                      | 10 169                                      | 13 010                                      | 14 966                                      | 17 569                                      |

## Sołectwa
Sołectwa gminy Alcochete (ludność wg stanu na 2011 r.)
- Alcochete - 12 239 osób
- Samouco - 3143 osoby
- São Francisco - 2187 osób